# Tiffany Mitchell
Tiffany Mitchell (ur. 23 września 1994 w Charlotte) – amerykańska koszykarka występująca na pozycjach rozgrywającej lub rzucającej, reprezentantka kraju, od 2023 zawodniczka Minnesoty Lynx w WNBA.
W 2012 została wybrana najlepszą zawodniczką szkół średnich stanu Karolina Północna (Gatorade North Carolina Girls Basketball Player of the Year) oraz Miss Basketball North Carolina, zaliczono ją także do I składu Parade Magazine All-American. Doprowadziła swoją szkolną drużynę do trzech z rzędu mistrzostw stanu klasy 3A North Carolina Independent Schools Athletic Association.
5 lutego 2023 została zawodniczką Minnesoty Lynx.

## Osiągnięcia
Stan na 12 czerwca 2023, na podstawie, o ile nie zaznaczono inaczej.

### NCAA
- Uczestniczka rozgrywek:
  - NCAA Final Four (2015)
  - Sweet 16 turnieju NCAA (2014–2016)
  - II rundy turnieju NCAA (2013–2016)
- Mistrzyni:
  - turnieju konferencji Southeastern (SEC – 2015, 2016)
  - sezonu regularnego SEC (2014–2016)
- Zawodniczka roku SEC (2014, 2015)
- MVP turnieju SEC (2016)
- Laureatka:
  - Dawn Staley Award (2015)
  - South Carolina President's Award (2016)
- Zaliczona do:
  - I składu:
    - All-America (2014 przez WBCA, 2015 przez ESPN, AP, USBWA, WBCA)
    - SEC (2014–2016)
    - turnieju:
      - SEC (2016)
      - NCAA Greensboro Region (2015)

    - najlepszych zawodniczek pierwszorocznych SEC (2013)
    - defensywnego SEC (2014)

  - II składu:
    - All-America (2016 przez Associated Press)
    - CoSIDA Academic All-America (2016)

  - III składu All-America (2014 przez Associated Press, Full Court, 2016 przez ESPN, USBWA, kapitułę Woodena)
  - SEC Academic Honor Roll (2014, 2015, 2016)
  - SEC First-Year Academic Honor Roll (2013)

### WNBA
- Zaliczona do I składu debiutantek WNBA (2016)
- Liderka WNBA w skuteczności rzutów wolnych (95,1% – 2020)[4]

### Inne drużynowe
- Mistrzyni:
  - Australii (WNBL – 2022)
  - Izraela (2019)[5]
- Zdobywczyni Pucharu Izraela (2019)[6]
- Finalistka Pucharu Izraela (2021)[7]

### Inne indywidualne
(* – nagrody i wyróżnienia przyznane przez portal eurobasket.com)
- MVP kolejki WNBL (2 – 2022/2023)
- Zaliczona do:
  - I składu:
    - ligi izraelskiej (2021)*[7]
    - zawodniczek zagranicznych ligi izraelskiej (2021)*[7]
    - kolejki WNBL (1, 2, 5, 8, 15 – 2022/2023)

  - II składu WNBL (2023)
- Laureatka WNBL Top Shooter Award (2023 – dla liderki strzelczyń ligi)[8]

### Reprezentacja
Drużynowe
- Mistrzyni świata 3x3 (2014)
- Wicemistrzyni igrzysk panamerykańskich (2015)